# Windows优化大师
Windows优化大师是一款Windows系统下的系统优化软件，开发者为鲁锦，最初版本诞生于2000年初，原为共享软件，现在已完全免费。软件的主要功能是对当前操作的Windows系统进行检测、优化、清理以及维护以提升系统性能。
作者鲁锦后来停止此软件更新，另行开发另一优化软件鲁大师，鲁大师现已被奇虎360公司所收购。